# 戈羅德尼齊亞 (涅米羅夫區)
48°53′26″N 28°58′52″E / 48.89056°N 28.98111°E
戈羅德尼齊亞（烏克蘭語：Городниця），是烏克蘭西南部的村莊，隸屬文尼察州的文尼察區。該村面積0.58平方公里，海拔高度195米，2001年人口89，人口密度每平方公里152.92人。